# Farol de Bear Island
É um farol localizado em Northeast Harbor, no Maine, EUA. Foi construído em 1839 e desativado em 1989. 